# 안재현 (탁구 선수)
안재현(安宰賢, 1999년 7월 10일~)은 대한민국의 탁구 선수이다. 2024년 하계 올림픽에 참가했으며 2019년 세계 선수권 대회에서 남자 단식 동메달을 획득했다.